# Aleksandrija (obwód kurski)
Aleksandrija (ros. Александрия) – wieś (ros. деревня, trb. dieriewnia) w zachodniej Rosji, w sielsowiecie nowoiwanowskim rejonu sudżańskiego w obwodzie kurskim.

## Geografia
Miejscowość położona jest nad rzeką Struga (dorzecze rzeki Małaja Łoknia), 9,5 km od granicy z Ukrainą, 3 km od centrum administracyjnego sielsowietu nowoiwanowskiego (Nowoiwanowka), 16 km od centrum administracyjnego rejonu (Sudża), 86 km od Kurska.
W granicach miejscowości znajduje się 16 posesji.

## Demografia
W 2010 r. miejscowość zamieszkiwała 1 osoba.